# Fuerte San Cristóbal (Navarra)
El Fuerte de Alfonso XII o de San Cristóbal és una fortalesa militar a la muntanya Ezkaba propera a la ciutat de Pamplona (capital de la Comunitat Foral de Navarra, Espanya) construït a la fi del segle xix i principi del xx.
El nom oficial és el del rei Alfons XII, perquè va ser construït sota el seu regnat com consta en la porta d'entrada. No obstant això, és més conegut pel nom dels edificis que el van precedir, que van ser una ermita amb un castell al segle xiii i posteriorment al segle xvi, una basílica dedicats al sant.

## Construcció

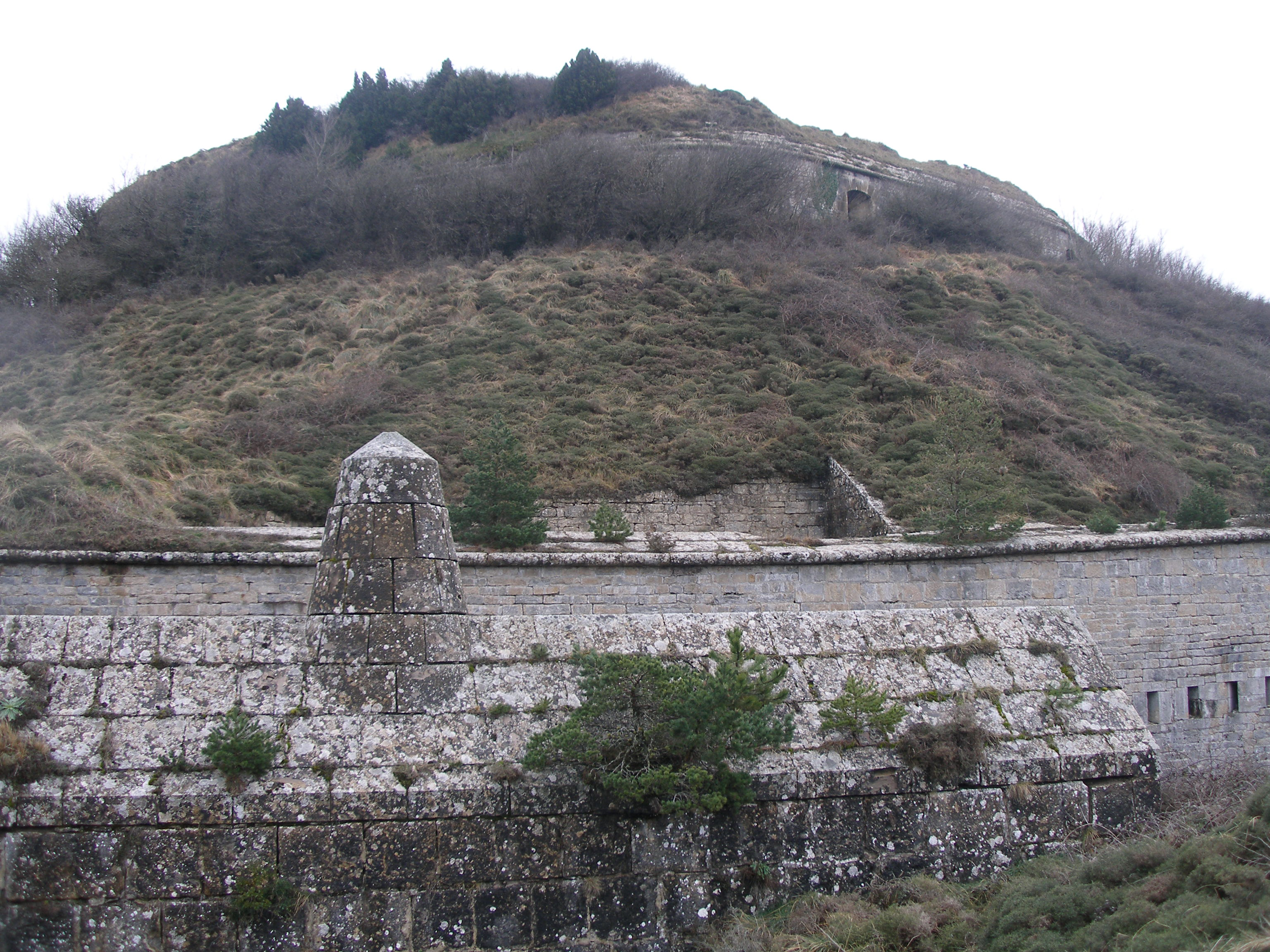
Cara posterior del Fuerte.

Es va decidir construir-lo després de l'última guerra carlina després de comprovar la vulnerabilitat de la ciutat de Pamplona davant les modernes peces artilleres instal·lades a la part alta de la muntanya.
Aquesta fortalesa va ser projectada pel coronel d'enginyers Miguel Ortega i dirigida pel comandant d'enginyers José de Luna. Les obres es van perllongar des de 1878 fins a 1919. Es va construir després de volar el cim de la muntanya i així poder excavar-hi cap a l'interior. Són tres pisos que no es poden apreciar des de l'exterior. Els murs a més són coberts per dos metres de terra que els protegeixen i fa que sigui impossible imaginar-ne l'arquitectura interior. És envoltada per un extens fossat que impedeix l'accés d'un hipotètic atac de la infanteria. Té una extensió de 615.000 m² de terreny, dels quals 180.000 m² són de fortalesa.

## Presó
Aquesta impressionant fortalesa mai no va servir amb finalitats defensives, ja que quan es va acabar el 1919 ja s'havia quedat obsoleta per l'aparició de l'aviació. No obstant això, es va fer servir com a penal militar des de 1934 fins a 1945, cosa per la qual no va ser concebuda i per la qual va caldre construir murs de separació entre les dependències carceràries i les dels guardians.
A la fi de la Revolució d'octubre de 1934, centenars de presoners asturians i eibarresos hi van ser tancats. Des del principi, la falta d'higiene i salubritat van provocar denúncies, amb exigències de trasllat dels presos i del tancament de l'edificació com a penal.

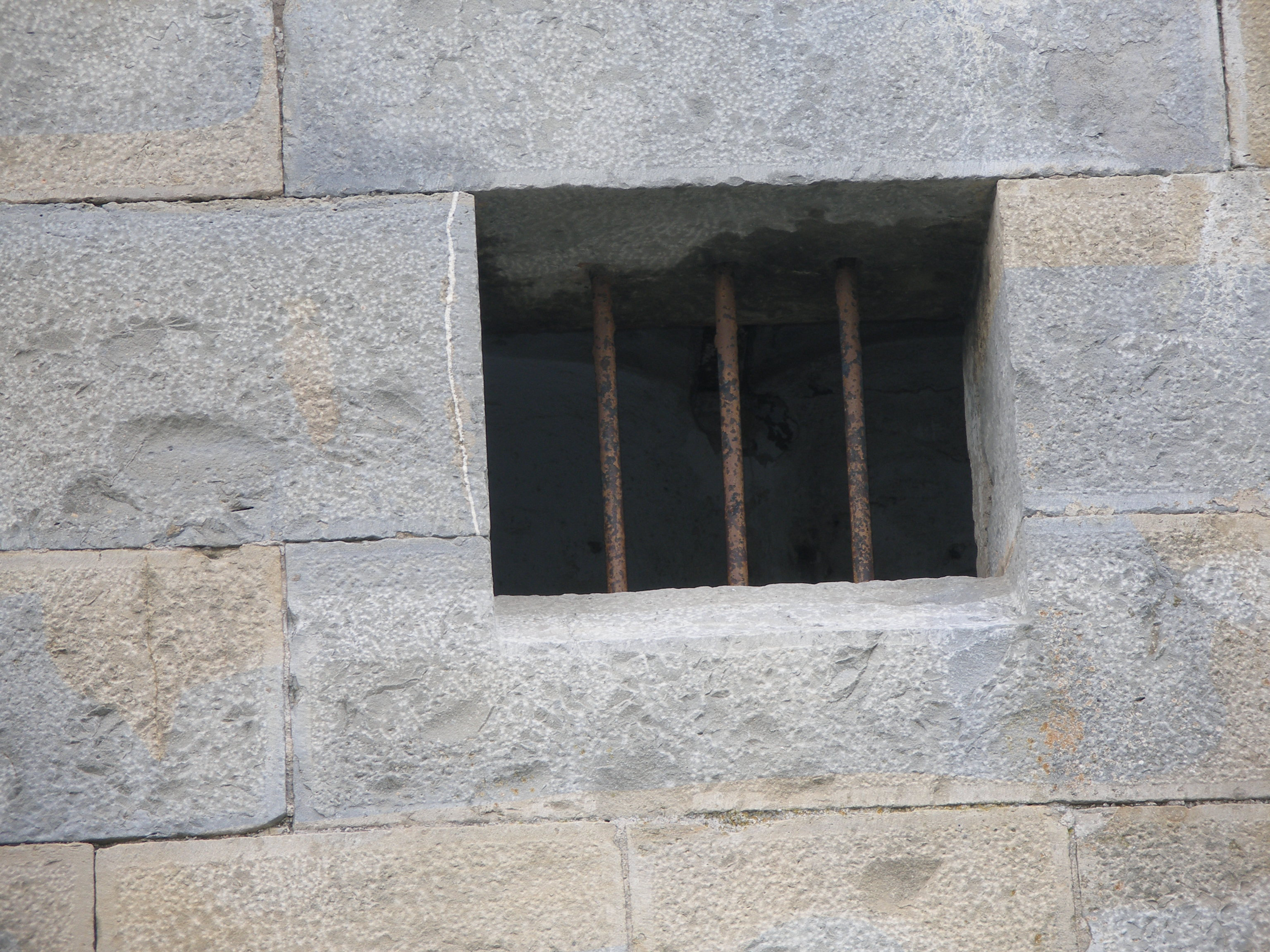
Reixes en una finestra del Fuerte de San Cristóbal.

Al setembre de 1935, aquestes males condicions van comportar la mort d'un membre de la CNT de Santander, la qual cosa va motivar vagues a Pamplona. La mort d'un altre pres va produir més tard protestes a tot Espanya i un motí al Fuerte, que va ser reprimit, mentre a Pamplona era secundat per una aturada general, i nombrosos ajuntaments van sol·licitar el tancament del penal i el trasllat dels 750 presos a altres presons. Els trasllats van començar de forma tímida al novembre.
El febrer de 1936, després del triomf del Front Popular es va decretar una amnistia per als presos polítics, dels quals quatre cents s'estaven al Fuerte de San Cristóbal. Quan en van sortir, els presos van denunciar les condicions en les quals hi havien hagut de viure i en van culpabilitzar el ja exministre de Justícia Rafael Aizpún Santafé.
A partir del Cop d'estat del 18 de juliol de 1936, en el que Navarra va quedar sota el control dels revoltats, va tornar a omplir-se el penal, i en pocs mesos ja tenia una població d'uns 2.000 presos. A molts d'ells, sobretot navarresos i alguns de La Rioja, se'ls anunciava que van ser alliberats i quan començaven el descens de la muntanya eren abatuts a trets.

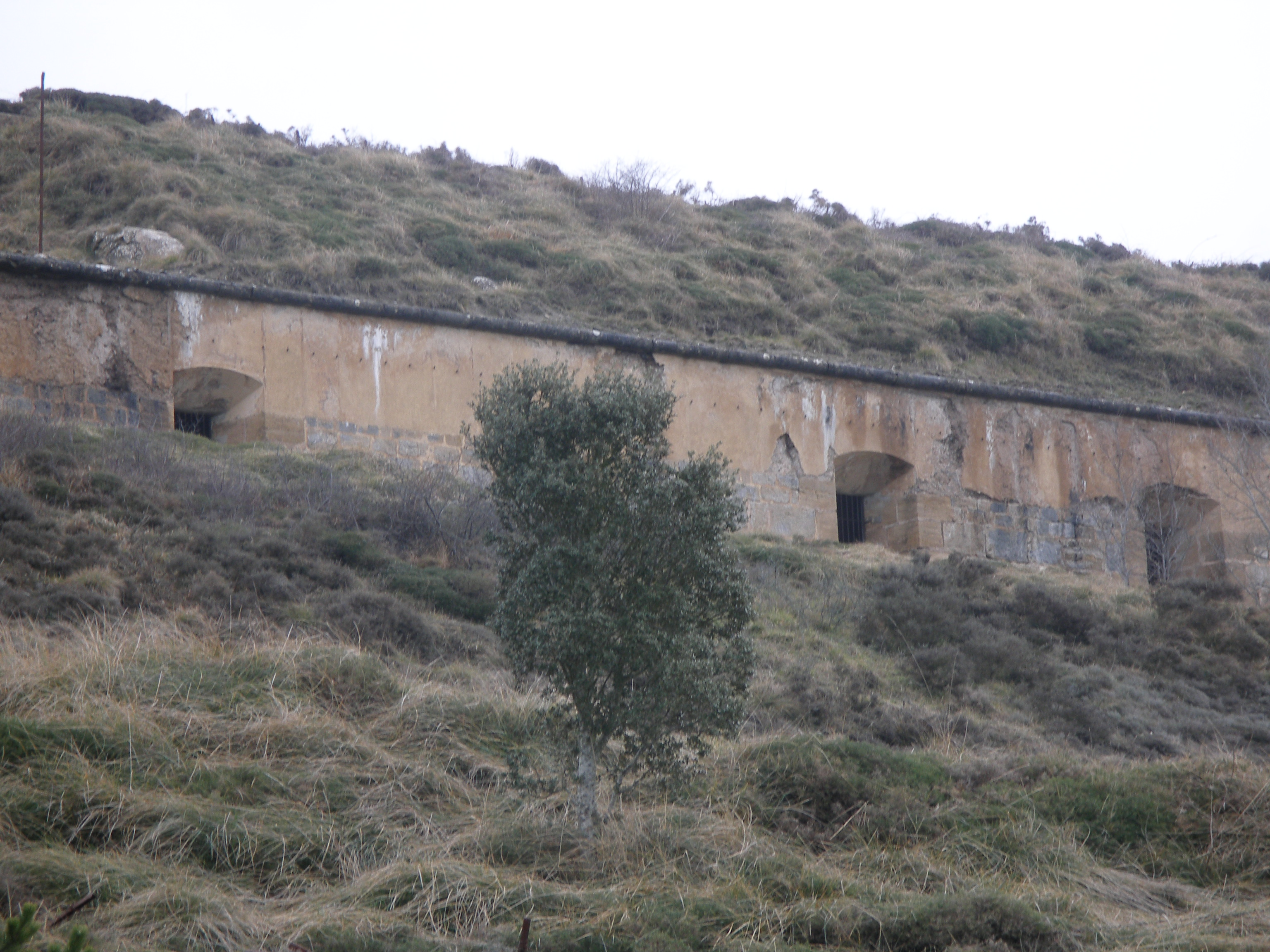
Pis superior.

Entre l'1 de gener de 1937 i el 6 de juliol de 1945, data del tancament com a penal, consta la mort de 305 presos, per motius variats, predominant l'«anorèxia» i les «aturades cardíaques». Moltes morts eren relacionades amb la tuberculosi, ja que era centre receptor d'altres presons amb presos convalescents per aquesta malaltia com a «Sanatori Penitenciari». En el llistat hi ha 25 en els quals figura «traumatisme» com a causa de la mort. Aquests havien estat afusellats, vint-i-un d'ells l'1 de novembre de 1936 i els altres quatre el 17 de novembre del mateix any. La major mortalitat es va donar en els anys 1941 amb 51 persones i 1942 amb 61.
Malgrat que encara no hi ha constatació, tot apunta al fet que en aquesta presó també es van produir saques a l'inici de la guerra, com la constància que en el mateix dia, l'1 de novembre de 1936, hi hagués 21 morts per «traumatisme».
A tot l'anterior cal afegir els 225 morts en relació amb la fugida del Fuerte l'any 1938.
Asun Larreta, presidenta de l'Associació d'Afusellats de Navarra, diu que «a totes aquestes xifres cal afegir uns 200 desapareguts, que no consten als arxius i que en la seva majoria van ser assassinats».

## Fuga del Fuerte de San Cristóbal
La fuga del Fuerte de San Cristóbal es va produir el 22 de maig de 1938, i en la història mundial de les evasions és una de les més destacades, tant pel nombre d'escapolits com per les sagnants conseqüències.

## Actualitat
L'exèrcit el va abandonar el 1987, i hi va romandre una reguarda militar de vigilància fins a 1991. En aquests moments és abandonat, i romàn encara propietat del Ministeri de Defensa. El fort ha estat declarat Bé d'Interès Cultural per la Direcció general de Belles arts l'any 2001.
Des de setembre del 2007 la Societat de Ciències Aranzadi, la Societat Cultural Txinparta juntament amb l'Associació de Familiars d'Afusellats de Navarra porcedeixen a l'exhumació de cadàvers en una zona propera al fort. Aquest lloc ho tenia referenciat com a possible cementiri José María Jimeno Jurío. En principi exhumarà uns 25 dels 131 cossos enterrats en aquest lloc. Les restes òssies oposades fins ara presentaven a l'altura dels genolls una ampolla en la qual hi ha dades personals del mort. No obstant això, els suros que les tapaven s'han deteriorat en una gran part, i la informació es va perdre. Les restes enterrades són de persones que van morir en aquest recinte carcerari entre els anys 1941 i 1944 a causa de diverses malalties respiratòries, com a tuberculosis o pneumònia. A l'octubre de 2008 el jutge Baltasar Garzón va ordenar continuar amb l'exhumació d'aquesta fossa. Aquesta ordre pretenia obligar a iniciar o continuar la recerca de dinou fosses amb víctimes republicanes de la Guerra Civil Espanyola. Aquesta ordre fou paralitzada el 7 de novembre per l'Audiència Nacional a petició de la Fiscalia, per no considerar les exhumacions diligencies «necessàries per comprovar el delicte o de reconeguda urgència». Després, el 18 de novembre, el jutge va decidir inhibir-se en favor dels jutjats territorials i finalment, deu dies després, l'Audiència Nacional va dictar que el jutge Garzón no pot investigar els delictes franquistes. Decisió presa amb catorze vots a favor i tres en contra.
El Congrés dels Diputats el novembre de 2007, per iniciativa de Nafarroa Bai, aprovà la inversió de 500.000 € per a tasques de neteja i acondicionament per a evitar-ne l'ensulsiada previstes al llarg de 2008, que van ser executades amb retard el maig de 2009. En aquestes obres s'han eliminat tots els murs que es van afegir per a la funció de presó així com la cuina de la presó. Durant els caps de setmana del mes de juny de 2009 es va obrir al públic en visites guiades, en les quals algunes dependències no van ser mostrades.

## Filmografia
- Ezkaba, la gran fuga de las cárceles franquistas (2006), d'Iñaki Alforja.